# Artavazd K'aramyan
Artavazd K'aramyan (in armeno Արտավազդ Քարամյան; Erevan, 14 novembre 1979) è un ex calciatore armeno, di ruolo centrocampista.
È fratello gemello di Arman K'aramyan.

## Palmarès
- Campionato armeno: 3

Pyunik: 2001, 2002, 2003
- Coppa d'Armenia: 1

Pyunik: 2002
- Supercoppa d'Armenia: 2

Pyunik: 2001
- Coppa di Romania: 1

Rapid Bucarest: 2005-2006, 2006-2007